# Leichtluftfahrzeug-Pilotenlizenz
Die Leichtluftfahrzeug-Pilotenlizenz (LAPL, englisch light aircraft pilot licence) ist eine EASA-konforme Pilotenlizenz, die zum nichtgewerblichen Fliegen von Leichtflugzeugen (LAPL (A)), Hubschraubern (LAPL (H)), Segelflugzeugen (LAPL (S)) und Freiballonen (LAPL (B)) berechtigt. Die LAPL ermöglicht gegenüber der höherwertigen Privatpilotenlizenz (PPL) einen einfacheren Erwerb und hat geringere Anforderungen an das medizinische Tauglichkeitszeugnis, jedoch ist das Gewicht des Luftfahrzeugs und die Anzahl der Passagiere gegenüber der PPL eingeschränkt. Anders als die Privatpilotenlizenz ist die LAPL nicht konform mit den Vorgaben der Internationalen Zivilluftfahrtorganisation (ICAO). Daher wird die LAPL außerhalb der EASA Mitgliedstaaten nicht anerkannt und kann dort folglich nicht ohne Weiteres genutzt werden.

## Ausbildung und Prüfung
Flugschüler müssen eine theoretische und praktische Prüfung ablegen, um die Lizenz zu erhalten. Dabei müssen sie bei der Prüfung mindestens 17 Jahre alt sein, für Ballone und Segelflugzeuge mindestens 16 Jahre. Folgende Inhalte werden in der Theorie abgeprüft:
- Luftrecht
- menschliches Leistungsvermögen
- Meteorologie
- Kommunikation
- Grundlagen des Fliegens
- betriebliche Verfahren
- Flugleistung und Flugplanung
- allgemeine Luftfahrzeugkunde
- Navigation

In der praktischen Prüfung muss der Flugschüler in der gewählten Luftfahrzeugkategorie nachweisen, dass er die notwendigen Verfahren und Manöver beherrscht. Die Lizenz ist unbefristet gültig. Je nach Luftfahrzeugkategorie sind jedoch weitere Voraussetzungen zu erfüllen, um die Rechte aus der Lizenz ausüben zu können.

## Luftfahrzeugkategorien

### LAPL für Flugzeuge – LAPL (A)
Der LAPL für Flugzeuge berechtigt den Inhaber als verantwortlicher Pilot einmotorige Flugzeuge mit Kolbentriebwerk (SEP) oder Reisemotorsegler (TMG) mit maximal 2.000 kg und drei Passagiere im nichtgewerblichen Betrieb zu führen. Fluggäste dürfen nur befördert werden, wenn nach Erhalt der Lizenz zehn Stunden als verantwortlicher Pilot geflogen wurden. Die Lizenz ist auf Sichtflug beschränkt und kann nicht auf Instrumentenflug erweitert werden.
Für die praktische Prüfung müssen mindestens 30 Stunden auf einmotorigen Flugzeugen oder Reisemotorseglern geflogen werden, davon mindestens:
- 15 Stunden Ausbildung mit Fluglehrer
- 6 Stunden Alleinflug mit Flugauftrag, dabei mindestens drei Stunden Überlandflug. Ein Überlandflug muss über mindestens 150 km führen und dabei eine Landung auf einem anderen Flugplatz als den Startflugplatz beinhalten.

Die praktische Prüfung erfolgt für Leichtflugzeug oder Reisemotorsegler, wobei die Lizenz anschließend für das Flugzeug oder den Reisemotorsegler gilt. Die Beschränkung kann im Rahmen einer dreistündigen Zusatzschulung mit anschließender mündlicher und praktischer Prüfung aufgehoben werden.
Wird eine andere Flugzeugbaureihe geflogen, hat der Pilot sich mit dem neuen Flugzeugmuster vertraut zu machen oder er besucht eine Unterschiedsschulung. Die Unterschiedsschulung ist in das Flugbuch einzutragen und vom Fluglehrer zu zeichnen.
Um die Rechte als verantwortlicher Flugzeugführer ausüben zu dürfen, ist die Gültigkeit der Pilotenlizenz alleine nicht ausreichend. Zusätzlich hat der Pilot folgende Voraussetzungen zu erfüllen:
- Ein gültiges Medizinisches Tauglichkeitszeugnis für LAPL
- Ein gültiges Sprechfunkzeugnis
- Nachweis von mindestens 12 Stunden Flugzeit, einschließlich 12 Starts und Landungen, als verantwortlicher Pilot und eine Auffrischschulung durch einen Fluglehrer in den letzten 24 Monaten. Dies kann durch einen Prüfungsflug mit einem Prüfberechtigten in den letzten 24 Monaten ersetzt werden.
- Gültiger Nachweis von Sprachkenntnissen für Luftfahrer[1]

### LAPL für Hubschrauber – LAPL (H)
Der LAPL für Hubschrauber berechtigt als verantwortlicher Pilot einmotorige Hubschrauber mit maximal 2.000 kg und drei Passagiere im nichtgewerblichen Betrieb zu führen.
Für die praktische Prüfung müssen mindestens 40 Stunden auf Hubschrauber geflogen werden, davon mindestens:
- 20 Stunden Ausbildung mit Fluglehrer
- 10 Stunden Alleinflug mit Flugauftrag, dabei mindestens fünf Stunden Überlandflug. Ein Überlandflug muss über mindestens 150 km führen und dabei eine Landung auf einem anderen Flugplatz als dem Startflugplatz beinhalten.

Die Lizenz gilt anschließend für Hubschrauber der Muster und Baureihe, auf der die Schulung erfolgt. Die Beschränkung auf das Muster kann im Rahmen einer fünfstündigen Zusatzschulung mit anschließender mündlicher und praktischer Prüfung aufgehoben werden.
Um die Rechte als verantwortlicher Hubschrauberführer ausüben zu dürfen, ist die Gültigkeit der Pilotenlizenz alleine nicht ausreichend. Zusätzlich hat der Pilot folgende Voraussetzungen zu erfüllen:
- Ein gültiges Medizinisches Tauglichkeitszeugnis für LAPL
- Ein Sprechfunkzeugnis
- Nachweis von mindestens 6 Stunden Flugzeit, einschließlich 6 Starts und Landungen, als verantwortlicher Pilot und eine Auffrischschulung durch einen Fluglehrer in den letzten 12 Monaten. Dies kann durch einen Prüfungsflug mit einem Prüfberechtigten in den letzten 12 Monaten ersetzt werden.
- Gültiger Nachweis von Sprachkenntnissen für Luftfahrer[1]

### LAPL für Segelflugzeuge – LAPL (S)
Der LAPL für Segelflugzeuge berechtigt als verantwortlicher Pilot Segelflugzeuge oder Motorsegler (TMG) im nichtgewerblichen Betrieb zu führen.
Für die praktische Prüfung müssen mindestens 15 Stunden auf Segelflugzeuge oder Motorsegler geflogen werden, davon mindestens:
- 10 Stunden Ausbildung mit Fluglehrer
- 2 Stunden Alleinflug mit Flugauftrag
- 45 Starts und Landungen
- Ein Überlandflug alleine über 50 km oder mit Fluglehrer über 100 km.
- Maximal 7 Stunden der 15 Stunden dürfen auf dem Motorsegler absolviert werden.

Die Lizenz gilt anschließend für die Startart, auf der die praktische Prüfung erfolgt. Für weitere Startarten müssen
- bei Winden- und Fahrzeugstart 10 Starts mit Fluglehrer und 5 im Alleinflug,
- bei Flugzeugschlepp oder Eigenstart 5 Starts mit Fluglehrer und 5 im Alleinflug,
- bei Gummiseil 3 Starts mit Fluglehrer oder alleine unter Aufsicht des Fluglehrers absolviert werden.

Zur Erweiterung der Rechte zur Führung eines Motorseglers ist sechs Stunden Zusatzausbildung zu absolvieren:
- 4 Stunden Ausbildung mit Fluglehrer
- Ein Überlandflug alleine über mindestens 150 km führen und dabei eine Landung auf einem anderen Flugplatz als dem Startflugplatz beinhalten
- Mündliche und praktische Prüfung

Um die Rechte als verantwortlicher Segelflugzeugführer ausüben zu dürfen, ist die Gültigkeit der Pilotenlizenz alleine nicht ausreichend. Zusätzlich hat der Pilot folgende Voraussetzungen zu erfüllen:
- Ein gültiges Medizinisches Tauglichkeitszeugnis für LAPL
- Nachweis von mindestens 5 Stunden Flugzeit, einschließlich 15 Starts, als verantwortlicher Pilot und zwei Flüge mit einem Fluglehrer in den letzten 24 Monaten.

Für die Ausübung der Rechte als Motorseglerpilot gelten:
- Ein gültiges Medizinisches Tauglichkeitszeugnis für LAPL
- Nachweis von mindestens 12 Stunden Flugzeit, einschließlich 12 Starts und Landungen, und eine Auffrischschulung durch einen Fluglehrer in den letzten 24 Monaten. Die Flugzeiten auf Motorsegler können durch Inhaber eines LAPL (A) durch Flüge auf einem Leichtflugzeug ersetzt werden.[3]

### LAPL für Ballone – LAPL (B)
Der LAPL für Ballon berechtigt das Führen von Heißluftballone und Heißluft-Luftschiffe mit einem maximalen Hülleninhalt von 3.400 m³ und Gasballone mit Hülleninhalt bis 1.260 m³. Die Lizenz ist auf den nichtgewerblichen Betrieb mit bis zu drei Passagieren beschränkt.
Für die praktische Prüfung müssen mindestens 16 Stunden auf der gewünschten Ballonklasse gefahren werden, davon mindestens:
- 12 Stunden Fahrausbildung mit Lehrer
- 10 Ballonfüllungen und 20 Starts und Landungen
- Ein Alleinflug mit Flugauftrag von 30 Minuten

Die Lizenz gilt für Freiballone. Für die Erweiterung auf Fesselballone sind drei Fesselaufstiege zu Schulungszwecken notwendig.
Zur Erweiterung der Rechte zur Führung einer anderen Ballonklasse sind 5 Schulungsflüge mit einem Ausbilder zu absolvieren. Bei Heißluft-Luftschiffe sind es fünf Stunden Zusatzausbildung. Hinzu kommt eine mündliche und praktische Prüfung in der zusätzlichen Ballonklasse.
Um die Rechte als verantwortlicher Ballonführer ausüben zu dürfen, ist die Gültigkeit der Lizenz alleine nicht ausreichend. Zusätzlich hat der Ballonführer folgende Voraussetzungen zu erfüllen:
- Ein gültiges Medizinisches Tauglichkeitszeugnis für LAPL
- Ein Sprechfunkzeugnis
- Gültiger Nachweis von Sprachkenntnissen für Luftfahrer
- Nachweis von mindestens 6 Stunden Flugzeit, einschließlich 10 Starts und Landungen, als verantwortlicher Ballonführer und eine Schulungsfahrt mit einem Ausbilder in den letzten 24 Monaten. Für jede weitere Ballonklasse sind 3 Stunden und 3 Starts und Landungen nachzuweisen.[1]

## Umsetzung in EASA-Mitgliedsstaaten

### Deutschland
In Deutschland wird die Lizenz für Leichtluftfahrzeug-Piloten von den Landesluftfahrtbehörden ausgegeben und verwaltet. Als deutsche Besonderheit innerhalb der Europäischen Union gibt es eine Zuverlässigkeitsüberprüfung für LAPL-Piloten nach § 7 Luftsicherheitsgesetz. Zur Überprüfung dürfen die Luftsicherheitsbehörden Auskünfte bei den Polizeivollzugs- und Verfassungsschutzbehörden, dem Bundeskriminalamt, dem Bundesamt für Verfassungsschutz, dem Bundesnachrichtendienst, dem Militärischen Abschirmdienst, dem Zollkriminalamt, der Bundesbeauftragten für die Unterlagen des Staatssicherheitsdienstes der ehemaligen DDR sowie beim Bundeszentralregister einholen. Ausgenommen sind nur Piloten von Segelflugzeugen.

### Österreich
Austro Control, ein als GmbH organisierter Bundesbetrieb der Republik Österreich, hat 1993 die Aufgabe als Luftfahrtagentur übernommen und ist für die Ausstellung von Pilotenlizenzen sowie die Aufsicht über die Zivilluftfahrschulen verantwortlich.

## Kostenerstattung für Flüge
Grundsätzlich ist eine gewerbliche Nutzung der Leichtluftfahrzeug-Pilotenlizenz nicht zulässig. Hierfür ist eine Berufspiloten- oder Verkehrspilotenlizenz erforderlich. Manche Länder erlassen aber Regelungen für die Kostenerstattung.
In den EASA-Mitgliedsstaaten sind zulässig:
- Selbstkostenflüge; dabei müssen gemäß EU-Verordnung die direkten Kosten auf alle (maximal vier) Insassen einschließlich des Piloten aufgeteilt werden. Mitflugzentralen, wie Wingly, vermitteln zwischen Piloten und Passagieren.

## Zusatzberechtigungen
Man kann zahlreiche Zusatzberechtigungen erwerben. So zum Beispiel für:
- Kunstflug
- Nachtflug
- Flugzeugschleppstart
- Wasserflugberechtigung - SEP(sea)